# Бенёвр
Бенёвр (фр. Beneuvre) — коммуна во Франции, находится в регионе Бургундия. Департамент коммуны — Кот-д’Ор. Входит в состав кантона Ресе-сюр-Урс. Округ коммуны — Монбар.
Код INSEE коммуны — 21063.

## Население
Население коммуны на 2010 год составляло 95 человек.
| 1962 | 1968 | 1975 | 1982 | 1990 | 1999 | 2010 |
| ---- | ---- | ---- | ---- | ---- | ---- | ---- |
| 127  | 119  | 108  | 120  | 94   | 101  | 95   |

## Экономика
В 2010 году среди 62 человек трудоспособного возраста (15—64 лет) 49 были экономически активными, 13 — неактивными (показатель активности — 79,0 %, в 1999 году было 75,4 %). Из 49 активных жителей работали 43 человека (24 мужчины и 19 женщин), безработных было 6 (3 мужчин и 3 женщины). Среди 13 неактивных 5 человек были учениками или студентами, 5 — пенсионерами, 3 были неактивными по другим причинам.